# Cantón de Pleyben
El cantón de Pleyben era una división administrativa francesa, que estaba situada en el departamento de Finisterre y la región de Bretaña.

## Composición
El cantón estaba formado por diez comunas:
- Brasparts
- Brennilis
- Gouézec
- Lannédern
- Le Cloître-Pleyben
- Lennon
- Loqueffret
- Lothey
- Pleyben
- Saint-Rivoal

## Supresión del cantón de Pleyben
En aplicación del Decreto nº 2014-151 de 13 de febrero de 2014, el cantón de Pleyben fue suprimido el 22 de marzo de 2015 y sus 10 comunas pasaron a formar parte; seis del nuevo cantón de Briec y cuatro del nuevo cantón de Carhaix-Plouguer.